# Morten Bæk
Morten Bæk (født 25. juni 1973) er en dansk embedsmand, der var departementschef i Forsvarsministeriet fra 7. september 2020 til 11. august 2023, hvor han, efter at have afleveret en mangelfuld redegørelse for indkøb af våbensystemer, blev hjemsendt indtil der er truffet en afgørelse om hans fremtid. Han er fra 1. oktober 2023 kommitteret i Finansministeriets departement. Han er uddannet cand.scient.pol. fra Københavns Universitet.

## Karriere
- 1999-2000: Fuldmægtig, Udenrigsministeriet
- 2000-2001: Konsulent, Accenture Ltd.
- 2001-2004: Fuldmægtig, Udenrigsministeriet
- 2004-2007: Ambassadesekretær, Den Danske Ambassade i USA
- 2007-2008: Ledende ministersekretær, Miljøministeriet
- 2008-2011: Kontorchef, Klima- og Energiministeriet
- 2011-2013: Afdelingschef, Klima-, Energi- og Bygningsministeriet
- 2014-2018: Direktør, Energistyrelsen
- 2018-2020: Departementschef i Energi-, Forsynings- og Klimaministeriet[4]
- 2020-2023: Departementschef i Forsvarsministeriet[5][1]
- 2023-: Kommitteret i Finansministeriets departement[3]